# حاسی مماش
حاسی مماش (به عربی: حاسی مماش) یک شهرداری در الجزایر است که در ناحیه حاسی مماش واقع شده‌است. حاسی مماش ۲۱٬۷۷۸ نفر جمعیت دارد.